# Penrhiwceiber
Penrhiwceiber är en ort och en community i Storbritannien. Den ligger i kommunen Rhondda Cynon Taf och riksdelen Wales, i den södra delen av landet, 220 km väster om huvudstaden London.